# Мадагаскарский серогорлый пастушок
Мадагаскарский серогорлый пастушок (лат. Mentocrex kioloides) — вид птиц из семейства Sarothruridae отряда журавлеобразных. Птицы среднего размера с каштановым и оливково-коричневым оперением. Эндемик Мадагаскара; распространён во влажных регионах на востоке и севере острова. Питается насекомыми, земноводными и семенами. Гнездится в мае-июне и ноябре; гнездо из травы и листьев строит на кустах на высоте 2—3 м над землёй; птенцы покрыты чёрным пухом. Международный союз охраны природы относит мадагаскарского серогорлого пастушка к видам, вызывающим наименьшие опасения и оценивает его численность в 670—1300 взрослых особей.
Мадагаскарский серогорлый пастушок был описан Жаком Пюшраном в 1845 году. В 1932 году Джеймс Ли Петерс выделил его в род Mentocrex, позднее отнесённый к семейству Sarothruridae, хотя некоторые учёные продолжают относить его к роду Canirallus семейства пастушковых. Международный союз орнитологов выделяет два подвида.

## Описание
Мадагаскарский серогорлый пастушок — птица среднего размера с телом длиной 28 см и массой 258—280 г. Длина крыла и хвоста у самцов и самок номинативного подвида Mentocrex kioloides kioloides почти не отличается, но птицы демонстрируют значительные различия в длине цевки и размерах клюва. У номинативного подвида длина крыла самцов и самок составляет 126—137 мм и 128—136 мм соответственно; длина хвоста — 50—61 мм и 51—63 мм; длина цевки — 35,5—42,6 мм и 37,9—45,6 мм, а длина клюва — 21,6—26,9 мм и 24,0—30,1 мм. В то же время у самцов и самок подвида Mentocrex kioloides berliozi длина крыла составляет 130—141 мм и 130—140 мм, хвоста — 51—61 мм и 53—61 мм, цевки — 25,2—29,4 мм и 25,3—29,0 мм, клюва — 15,6—20,7 мм и 15,8—17,8 мм.
Оперение птиц каштановое и оливково-коричневое. Передняя часть головы, область вокруг глаз и кроющие уха окрашены в серый цвет; на горле белое крупное пятно, часто с чёрными пятнышками по контуру; верхняя часть головы и большая часть спины — оливково-коричневые, а нижняя часть спины до хвоста — каштановая. Первостепенные и второстепенные маховые перья, а также кроющие перья крыла черноватые, с белыми полосками на внутренней стороне пера, при этом кроющие перья над крылом окрашены в каштановый, светло-каштановый или оливковый цвета. Оперение груди, шеи и верхней части живота каштановое, в нижней части и по бокам тёмно-коричневое, с беловатыми или светлыми серо-зелёными полосками на перьях. На расстоянии светлое оперение головы часто выглядит как белая маска. Радужка глаза коричневая, клюв черноватый, серо-голубой на конце и по краям. Половой диморфизм в расцветке оперения отсутствует. Молодые птицы обладают менее ярким оперением по сравнению со взрослыми, серый цвет на голове менее выражен, а на кроющих перьях хвоста хорошо заметны жёлтые пятна. Линька взрослых птиц происходит в мае—июле, а смена оперения молодых птиц — в январе.
По сравнению с номинативным подвидом, подвид M. k. berliozi обладает слегка более крупными размерами и бледным оперением. Серое пятно на лбу у него более широкое (выходит за глаза), а белое на горле, наоборот, более вытянутое, оперение сверху окрашено в бледный зеленовато-оливковый цвет. Кроме того, у подвида M. k. berliozi более сильный и длинный клюв, чем у номинативного. Молодые птицы демонстрируют те же отличительные признаки. Различия в расцветке оперения подвидов более заметны, чем в размерах птиц. Исследуя новый вид Mentocrex beankaensis, учёные также обратили внимание на три музейных экземпляра взрослых птиц меньшего размера, обнаруженных на крайнем юго-востоке острова в регионах Бемангиди (Bemangidy) и Эминимини (Eminiminy). У них были заметно меньшие клюв и крылья, а окраска нижней части перьев более насыщенная. Проведённые молекулярные исследования не показали достаточных различий чтобы выделить этих птиц в отдельный подвид.
От обитающего на той же территории кювьерова пастушка (Dryolimnas cuvieri) мадагаскарский серогорлый пастушок отличается меньшими размерами, другим цветом оперения головы и верхней части тела, тёмным подхвостьем и коротким клювом. Западноафриканский серогорлый пастушок (Canirallus oculeus), который долгое время считался родственным мадагаскарскому серогорлому пастушку, обладает более крупными размерами, у него белое или серое пятно на горле без чёрных пятнышек по краям, а на полётных и кроющих перьях белые полоски; клюв зелёный или жёлто-зелёный, с чёрным кончиком.
Специалисты легко определяют птиц по их основной позывке, которая представляет собой серию громких пронзительных свистов с восходящими модуляциями. При кормлении мадагаскарские серогорлые пастушки постоянно издают приглушённый хрип, напоминающий один из сигналов бурого лемура (Lemur fulvus) — очень короткий резкий металлический крик «nak», к концу переходящий в трещотку. Они также могут издавать приглушённый «bub» и резкое кудахтанье. Птицы реагирует на воспроизведение записи их основной позывки, но при частом использовании такой техники делают это всё реже.

## Распространение
Мадагаскарский серогорлый пастушок является эндемиком острова Мадагаскар, общая площадь его непосредственного ареала (англ. extent of occurence) составляет 209 000 км². Обычно птицы селятся на высоте до 1550 м над уровнем моря.
Мадагаскарский серогорлый пастушок предпочитает нетронутые тропические леса с небольшой вторичной растительностью и довольно редким травяным покровом. Селится у лесных водотоков, на краю прудов и болот с тростником и папирусом, встречается в сухих лиственных лесах. Ведёт оседлый образ жизни. Подвид M. k. kioloides селится во влажных лесах на склонах Высокого плато на востоке острова на высоте до 2000 м, в то время как подвид M. k. berliozi обитает в лиственных умеренно влажных лесах на северо-западе острова в бассейне реки Самбирано. Остаётся неясным птицы какого подвида обитают на склонах горного массива Царатанана.
Все известные музейные экземпляры M. k. berliozi были получены в 1930—1931 годы во время экспедиции совместной зоологической миссии Франции, Великобритании и США (Mission Zoologique Franco-Anglo-Américaine). Исследования на западном склоне массива Манонгариво (Manongarivo Massif) на высоте 120—400 м не показали присутствия птиц рода Mentocrex, а во время исследований на северном склоне этого горного массива на высоте 785—1240 м в 1999 году отмеченные птицы были отнесены к M. k. berliozi.
Международный союз охраны природы относит мадагаскарского серогорлого пастушка к видам, вызывающим наименьшие опасения (LC) и оценивает его численность в 670—1300 взрослых особей. Номинативный подвид M. k. kioloides был широко распространён в 1929—1931 годы, но к 1970-м годам большая часть его среды обитания на побережье была уничтожена. Птицы остаются обычным видом на средних высотах, но продолжают страдать от потери среды обитания, главным образом из-за использования леса на дрова или подсечно-огневого земледелия. Ареал подвида M. k. berliozi относительно небольшой, из-за вырубки леса для выращивания неорошаемого риса и кофе среда обитания за пределами заповедников сильно деградировала. Птицы встречаются в специальном заповеднике Манонгариво (Special Reserve of Manongarivo) и строгом природном заповеднике Царатанана.

## Питание
Мадагаскарский серогорлый пастушок питается насекомыми, земноводными и зерном. Эти скрытные птицы часто кормятся парами. Они быстро выскакивают из подлеска и внезапно останавливаются, чтобы исследовать подстилку, после чего продолжают движение. Иногда они по нескольку раз возвращаются к только что обследованному месту.

## Размножение
Известно, что мадагаскарский серогорлый пастушок откладывает яйца в мае, июне и ноябре; готовых к размножению самок также отмечали в октябре. По-видимому, птицы моногамны.
Мадагаскарский серогорлый пастушок строит грубое чашеобразное гнездо из травы, листьев и лишайника в кустарнике или клубках лиан на высоте 2—3 м над землёй и откладывает в него два яйца. Яйца розовато-белые, с редкими рыжими и серыми пятнами на широком конце. В 1961—1962 году были указаны размеры двух яиц 35 × 27,2 мм и 37 × 26 мм, а в 1977 году средние размеры — 42 × 32 мм. Появившиеся на свет птенцы покрыты пухом. Голова и верхняя часть тела у них окрашены в чёрный цвет; по бокам проходит светлая рыжевато-коричневая полоса; лоб, область над глазами, кроющие ушей, горло и шея по бокам также рыжевато-коричневые; крылья чёрные, с рыжевато-коричневыми крапинками; живот рыжевато-коричневый. Радужка глаза и ноги чёрные, клюв — серо-чёрный с беловатым кончиком.

## Систематика
Мадагаскарский серогорлый пастушок был описан в 1845 году французским орнитологом Жаком Пюшраном, который дал ему название Gallinula kioloides. В 1846 году британский зоолог Джордж Роберт Грей описал Corethrura griseifrons , который позднее был назван синонимом Gallinula kioloides. Птиц, найденных в известковых карстовых формациях в Цинги-де-Бемараха в западных районах центральной части острова, долгое время относили к мадагаскарскому серогорлому пастушку. В 2011 году Стивен Майкл Гудман (Steven Michael Goodman), Мэри Джин Рахерилалао (Marie Jeanne Raherilalao) и Николас Блок (Nicholas L. Block) предложили считать Mentocrex beankaensis отдельным видом, что вскоре было поддержано Международным союзом орнитологов. В 2019 году Александер Боаст (Alexander P. Boast) с соавторами на основе молекулярных исследований предположили, что разделение M. kioloides и M. beankaensis произошло 3,4 млн лет назад (6,6—0,87 млн лет назад), подтвердив таким образом выделение последнего в отдельный вид.
Международный союз орнитологов выделяет два подвида мадагаскарского серогорлого пастушка:
- Mentocrex kioloides berliozi Salomonsen, 1934 — на северо-западе острова;
- Mentocrex kioloides kioloides (Pucheran, 1845) — на востоке острова.

Долгое время вид относили к роду Canirallus, включающему также западноафриканского серогорлого пастушка (Canirallus oculeus), однако в 1932 году американский орнитолог Джеймс Ли Петерс посчитал различия в форме ноздрей существенными и выделил мадагаскарского серогорлого пастушка в отдельный род Mentocrex. Американский орнитолог Сторрс Лавджой Олсон в исследовании обширного и разнообразного семейства пастушковых (Rallidae), опубликованном в 1973 году, объединял роды Canirallus, Mentocrex и Rallicula в один. В начале XXI века род Canirallus, включающий также Mentocrex, наряду с пушистыми погонышами (Sarothrura), был признан сестринским семейству лапчатоногих (Heliornithidae) и таким образом нарушал монофилию пастушковых, из-за чего эти два рода были вынесены в отдельное семейство Sarothruridae. Heliornithidae и Sarothruridae вместе образуют группу, сестринскую Rallidae. Исследования Боаст и соавторов показали, что Canirallus oculeus находится в глубине филогенетического дерева пастушковых и не является родственным Mentocrex. Позднее в семейство Sarothruridae был также включён род Rallicula. Международный союз охраны природы продолжает относить птиц рода Mentocrex к семейству пастушковых.